# 엔드 오브 왓치
엔드 오브 왓치(영어: End of Watch)는 데이비드 에이어가 연출과 각본을 맡은 2012년 개봉한 미국의 범죄 드라마 영화이다. 제이크 질런홀과 마이클 페냐는 사우스로스엔젤레스에서 근무하는 로스앤젤레스 경찰국의 경찰관 브라이언 테일러와 미구엘 자발라 역으로 출연했다. 영화는 그들의 일상적인 경찰 업무와 특정 폭력 조직원과의 거래, 서로 간의 우정, 그들의 개인적 인간 관계에 초점을 두고 있다.
이전에도 몇몇 경찰물들의 각본을 썼었던 에이어는 파트너들간의 우정과 부패하기보다는 정직한 경찰의 업무에 초점을 둔 영화를 하고 싶어했다. 질렌홀과 페냐 및 다른 출연자들은 경찰관으로서의 역할을 준비하기 위해 집중 교육 프로그램을 체험하기도 했다. 촬영은 700만 달러의 예산으로 2011년 8월 로스엔젤레스에서 이뤄졌다. 
2012년 9월 8일 토론토 국제 영화제에서 첫 상영되었고 9월 21일 미국 극장에서 개봉되어, 박스오피스 5,600만 달러를 벌어들였다. 영화는 비평가들로부터 좋은 평가를 받았고 인디펜던트 스피릿 어워드에서 두 개 부문 후보에 오르는등 몇몇 성과를 거두기도 했다.

## 줄거리
로스앤젤레스 경찰국 소속의 브라이언 테일러와 마이크 자발라는 친한 파트너 형사로, 범죄율이 높은 사우스 센트럴 지역을 순찰한다. 해병대 출신인 테일러는 최근 총격 사건 후 복귀한 후, 대학 수업을 위해 자신들의 활동을 기록한다. 
어느날, 공공 소란 신고를 받고 출동한 현장에서 자발라는 갱단 조직원 트레와 주먹다짐을 벌여 이기고, 그에게 폭행 혐의를 씌우지 않아 존경을 받는다. 이후 트레가 속한 갱단이 멕시코계 갱단에게 공격당하는 사건이 발생하고, 테일러와 자발라는 또 다른 소란 신고를 받고 출동한 파티 현장에서 멕시코계 갱단원들과 마주친다. 순찰 중 화재 현장에서 아이들을 구출한 두 사람은 훈장을 받는다.
교통 검문 중, 그들은 많은 현금과 장식된 총기를 소지한 남자를 체포한다. 테일러는 자발라와 함께 수사를 확대하여 인신매매 피해자들이 있는 집을 발견한다. 국토안보부 요원들이 개입하면서 두 형사는 시날로아 카르텔과 연루된 이 사건에서 손을 떼라는 강한 압력을 받는다. 테일러는 여자친구 자넷과 약혼하고 자발라의 아내 가비는 첫 아이를 출산한다.
어느 날, 신입 경찰관 숙의 호출을 받고 현장에 도착한 테일러와 자발라는 숙의 파트너 반 하우저가 눈에 칼에 찔린 것을 발견하고 숙을 구출한다. 이후 반 하우저와 숙은 경찰을 은퇴한다. 테일러는 자넷과 결혼하고, 결혼식에서 자발라는 테일러에게 무슨 일이 생기면 자넷을 돌보겠다고 약속한다. 다음 날, 두 형사는 노인 복지 점검 요청을 받고 출동한 집에서 대량의 헤로인, 토막난 시체, 그리고 카르텔의 메시지를 발견한다.  카르텔은 이 두 형사를 암살하기 위한 '그린라이트'를 내린 상황이었다.
순찰 중, 테일러와 자발라는 이전 사건으로 도움을 받은 트레에게 카르텔의 암살 계획을 경고받지만, 대수롭지 않게 여긴다. 테일러는 자발라에게 자넷이 임신했다는 사실을 밝힌다. 이후 두 사람은 난폭 운전자를 추격하다가 갱단의 매복 공격을 받는다. 총격전 끝에 갱들을 제압하지만 테일러는 총에 맞고, 자발라가 응급처치를 하려는 순간 카르텔 암살자들이 나타나 두 형사를 사살한다. 이후 경찰 지원군이 도착하여 암살자들을 사살한다.
자발라는 사망하지만, 테일러는 자발라의 몸에 가려져 살아남는다. 자발라의 장례식에서 테일러는 "그는 내 형제였습니다."라는 짧은 추도사만을 남긴다. 영화는 총격전 당일, 자발라가 테일러에게 아내와의 첫날밤 이야기를 들려주는 회상 장면으로 끝을 맺는다.

## 출연
- 제이크 질런홀 - 브라이언 테일러
- 마이클 페냐 - 마이크 자발라
- 모리스 콤트 (Maurice Compte) - 산티아고 "빅 이블" 플로레스
- 내털리 마르티네스 - 개비 자발라
- 애나 켄드릭 - 재닛 테일러
- 데이비드 하버 - 밴 하우저
- 프랭크 그릴로 - 경사 대니얼스
- 아메리카 페레라 - 순경 오로스코
- 클리 샤시드 슬론 - 트레
- 코디 혼 - 데이비스
- 데이비드 퍼낸데즈 주니어 (David Fernandez Jr.) - 스푸키
- 쇼드렐라 애버리 - 보니타
- 크리스티 우 - 숙